# Arise, My Love
Arise, My Love ist eine US-amerikanische Filmkomödie vor dem Hintergrund des Krieges in Europa mit Claudette Colbert und Ray Milland aus dem Jahr 1940. Die Regie führte Mitchell Leisen. Colbert, Leisen und die Drehbuchautoren Charles Brackett und Billy Wilder hatten im Jahr zuvor bereits gemeinsam an Midnight – Enthüllung um Mitternacht zusammengearbeitet. Arise, My Love war einer der ersten amerikanischen Filme, die sich mit dem Krieg in Europa beschäftigen.

## Handlung
Im Jahr 1939, am Ende des Spanischen Bürgerkriegs, wartet der Abenteurer und Pilot Tom Martin, der für die Republik gekämpft hatte, im inzwischen franquistischen Spanien auf seine Hinrichtung. Gerade als Tom vor das Exekutionskommando geführt werden soll, wird er begnadigt. Verantwortlich dafür ist eine geheimnisvolle Frau, die sich als Ehefrau von Tom ausgibt. Tatsächlich handelt es sich dabei um die Klatschkolumnistin Augusta Nash, die endlich eine seriöse Reporterin werden will und eine gute Story wittert. Die Polizei verfolgt die beiden, die im letzten Moment über die Grenze nach Frankreich entkommen können. In Paris verlieben sich die Zwei ineinander, doch Augusta weist Tom zurück, als sie eine Akkreditierung als Reporterin in Berlin erhält. Tom folgt ihr. Kurz nach dem Überfall des Deutschen Reichs auf Polen beschließen Augusta und Tom, zurück in die USA zu gehen. Ihr Schiff, die Athenia, wird auf der Überfahrt von einem deutschen U-Boot torpediert, doch Augusta und Tom werden gerettet und bleiben vorerst in Europa. Tom beschließt, den Feind zu bekämpfen, indem er sich als Pilot bei der Royal Air Force meldet, während Augusta eine gefeierte Kriegsberichterstatterin wird. Nach dem Fall von Paris kehren Augusta und Tom, der nach einem Unfall dienstunfähig geworden ist, in die USA zurück, um dort die Bevölkerung im Kampf gegen die Unterdrücker zu mobilisieren.

## Hintergrund
Arise, My Love ging Mitte Juni 1940 in Produktion. Der ursprünglich für die Rolle des Tom Martin vorgesehene Joel McCrea war mittlerweile krankheitsbedingt durch Ray Milland ersetzt worden. Die Dreharbeiten verliefen nicht einfach. Zum einen eskalierte der Streit zwischen Regisseur Mitchell Leisen und Drehbuchautor Billy Wilder, der schon bei der vorherigen Zusammenarbeit an der Komödie Midnight – Enthüllung um Mitternacht latent vorhanden war. Darüber hinaus gab es kein fertiges Skript, da der Produzent ständig die neuesten politischen Entwicklungen in Europa einbauen wollte. Das Studio ließ deshalb auch nichts unversucht, Arise, My Love so schnell wie möglich in die Kinos zu bekommen und brachte den Film schließlich schon Anfang November in den allgemeinen Verleih. Entgegen den Befürchtungen von Ray Milland, der einen Flop erwartete, spielte Arise, My Love viel Geld ein und verhalf Milland, der bislang eher in leichten Komödien gespielt hatte, zu guten Kritiken und besseren Rollen.
Als eine der ersten A-Produktionen bezieht sich Arise, My Love direkt auf die politischen Ereignisse in Europa.

## Auszeichnungen
Der Film ging mit vier Nominierungen in die Oscarverleihung 1941.
Er gewann in der Kategorie
- Beste Originalgeschichte – Benjamin Glazer, Hans Székely

Weitere Nominierungen entfielen auf die Kategorien
- Beste Szenenbild (Schwarzweißfilm) – Hans Dreier, Robert Usher
- Beste Kamera (Schwarzweißfilm) – Charles Lang
- Beste Filmmusik – Victor Young